# فيودور بوندارتشوك
فيودور بوندارتشوك (مواليد 9 مايو 1967) هو مخرج، ممثل، منتج ومقدم برامج روسي أشتهر لإخراجه أفلام مثل ستالينغراد وتجاذب.

## روابط خارجية
- فيودور بوندارتشوك على موقع IMDb (الإنجليزية)
- فيودور بوندارتشوك على موقع روتن توميتوز (الإنجليزية)
- فيودور بوندارتشوك على موقع ألو سيني (الفرنسية)
- فيودور بوندارتشوك على موقع ميوزك برينز (الإنجليزية)
- فيودور بوندارتشوك على موقع أول موفي (الإنجليزية)
- فيودور بوندارتشوك على موقع قاعدة بيانات الأفلام السويدية (السويدية)
- فيودور بوندارتشوك على موقع قاعدة بيانات الفيلم (الإنجليزية)
- فيودور بوندارتشوك على موقع ليتربوكسد (الإنجليزية)
- فيودور بوندارتشوك على موقع كينوبويسك (الروسية)